# هاري جونسون (لاعب كرة قدم بريطاني)
هاري جونسون (بالإنجليزية: Harry Johnson)‏ (4 يناير 1876 في المملكة المتحدة - 17 يوليو 1940) هو لاعب كرة قدم بريطاني (وحمل سابقاً جنسية المملكة المتحدة لبريطانيا العظمى وأيرلندا) في مركز نصف الجناح. شارك مع منتخب إنجلترا لكرة القدم. أما مع النوادي، فقد لعب مع شيفيلد يونايتد.

## وصلات خارجية
- هاري جونسون على موقع ناشيونال فوتبول تيمز (الإنجليزية)